# Modums kommun
Modums kommun (norska: Modum kommune) är en kommun i Buskerud fylke i sydöstra Norge. Kommunens centralort är tätorten Vikersund.
Modum var länge en jord- och skogsbrukskommun. Folk har bott här länge vilket bland annat hällristningarna i Geithus visar, de är cirka 6 000 år gamla. Under 1700-, 1800- och 1900-talet blev Modum alltmer en industrikommun. Blaafarveværket hade stor verksamhet med cirka 1 900 anställda omkring år 1840. Modum har också haft betydande pappersindustri under många år. Kommunen har dessutom många vattenfall vilket har gett möjlighet att bygga många kraftstationer.

## Administrativ historik
Modums kommun upprättades den 1 januari 1838 (som Modum formannskapsdistrikt) när Formannskapslovene från 1837 trädde i kraft. Kommunens gränser har förblivit oförändrade sedan dess.

## Tätorter
I Modums kommun finns fyra tätorter:
- Skotselv (del av)
- Sysle
- Vikersund (centralort)
- Åmot/Geithus (del av)

## Socknar
Inom Norska kyrkan motsvaras Modums kommun av Modums socken i Eikers prosteri i Tunsbergs stift.

## Bilder

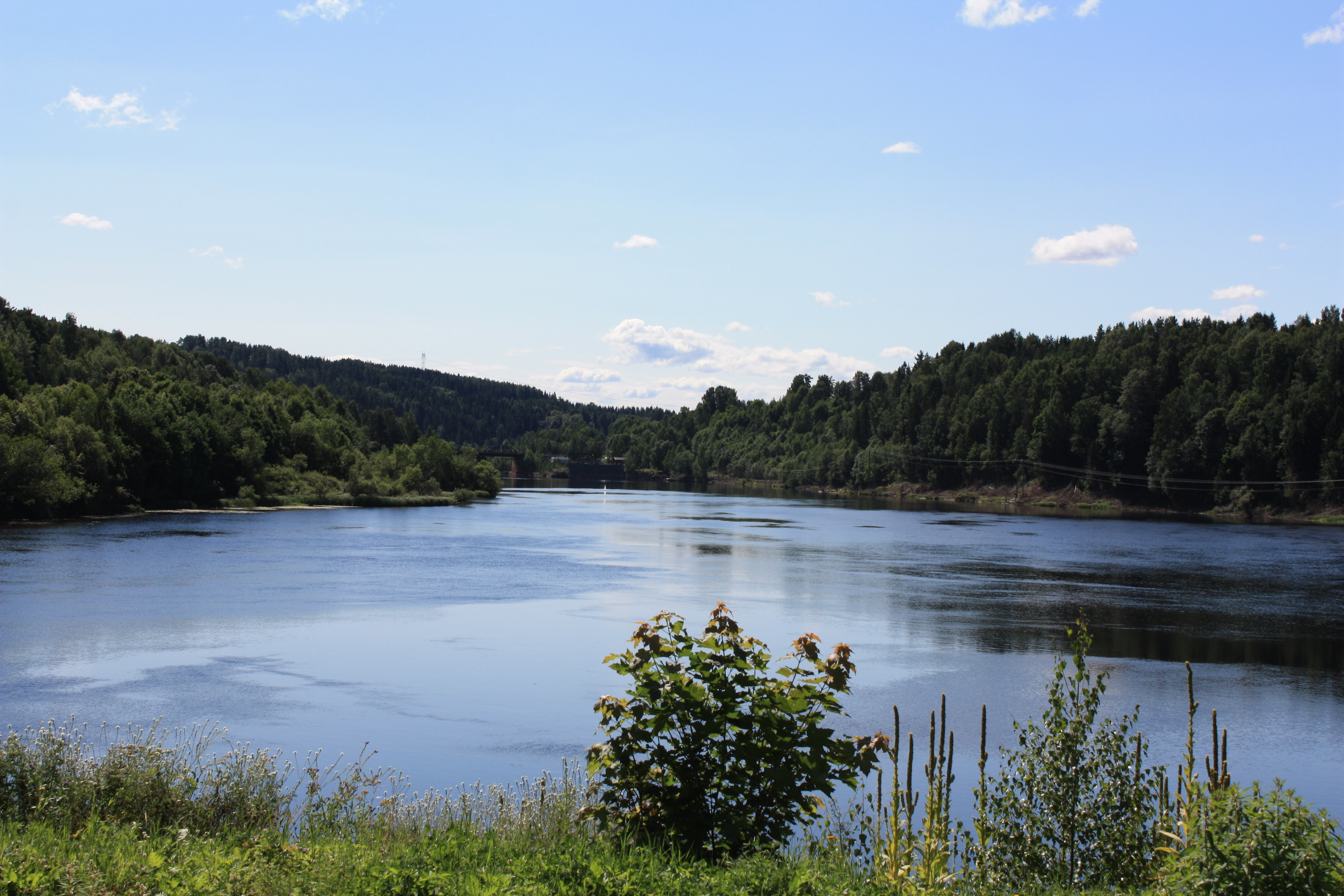
Drammenselva vid Åmot.
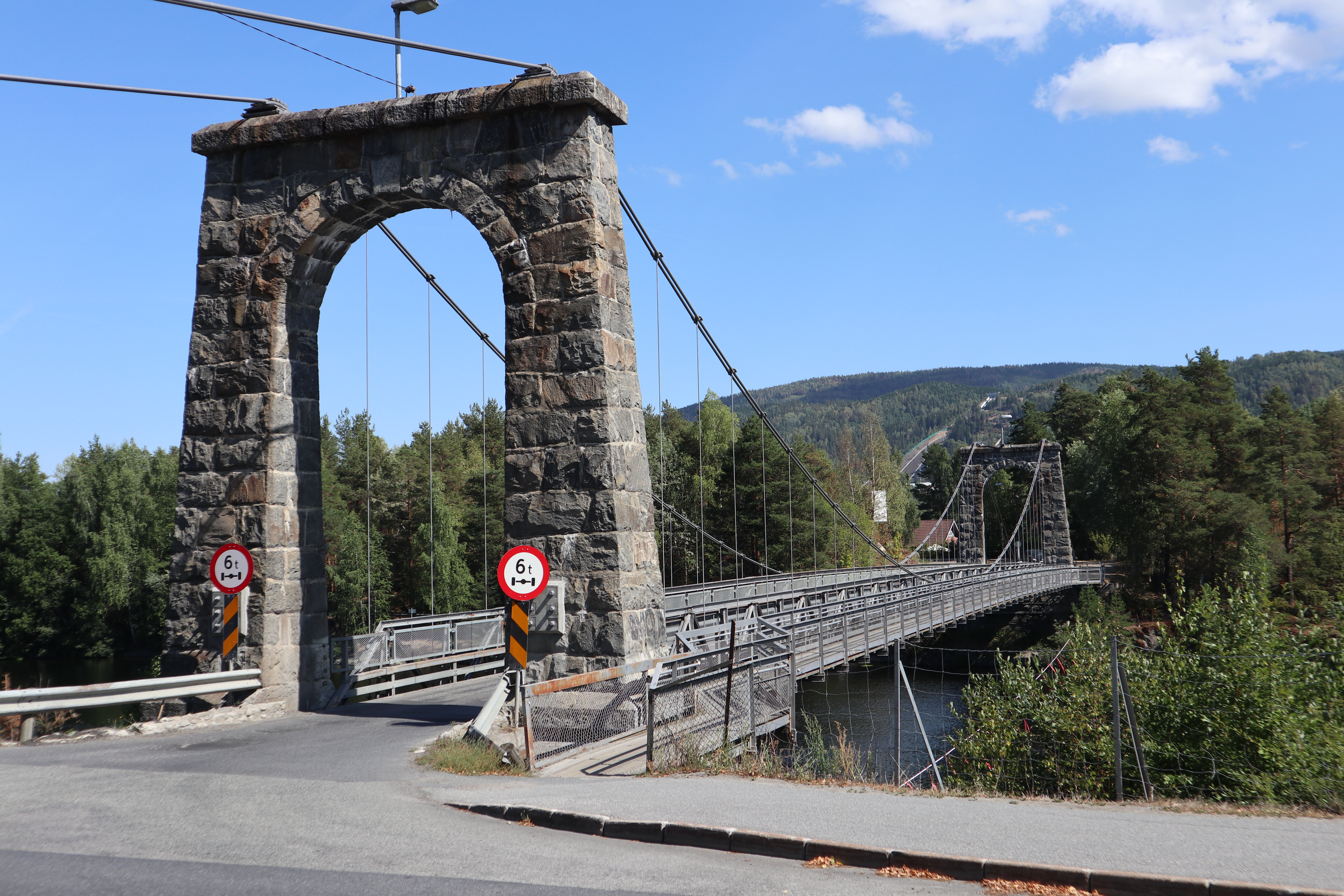
Hängbron vid Geithus från 1909.
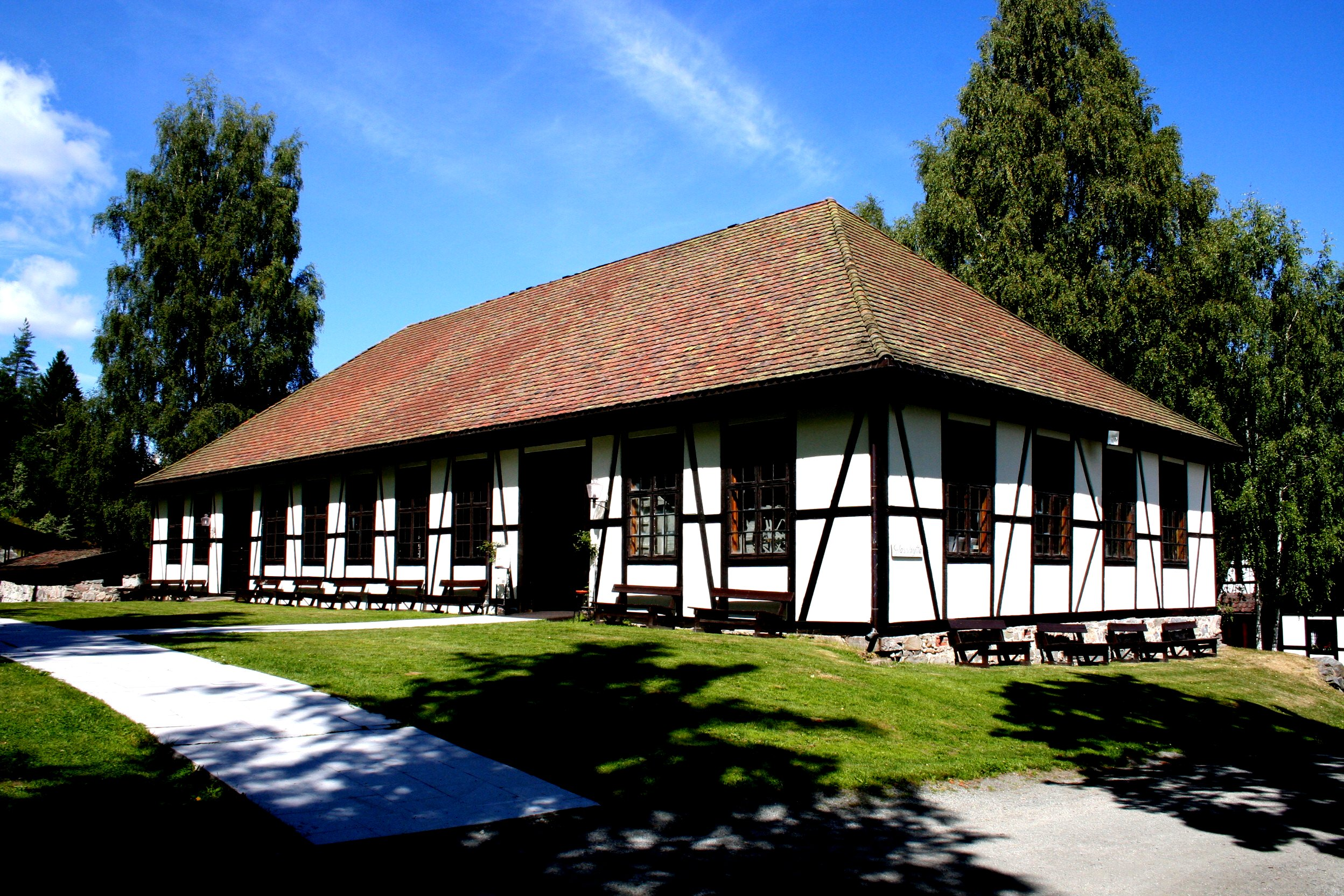
Glashyttan vid Blaafarveværket.
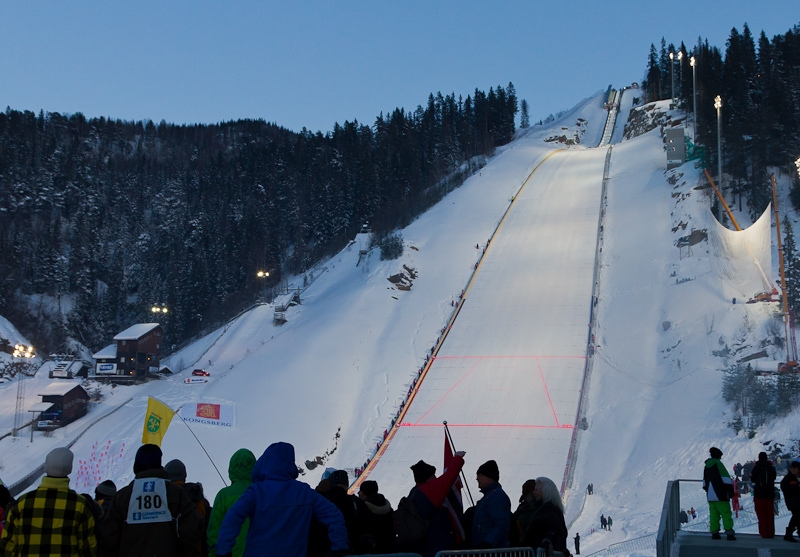
Vikersundsbacken.